# Obilić (gmina Bojnik)
Obilić (cyr. Обилић) – wieś w Serbii, w okręgu jablanickim, w gminie Bojnik. W 2011 roku liczyła 54 mieszkańców.